# Пертули
Пертули (груз. პერტული) — село в Грузии, на территории Сенакского муниципалитета края (мхаре) Самегрело-Верхняя Сванетия.

## География
Село находится в западной части Грузии, на левом берегу реки Скуриа (бассейн реки Риони), на расстоянии приблизительно 4 километров (по прямой) к северо-западу от города Сенаки, административного центра муниципалитета. Абсолютная высота — 31 метр над уровнем моря.

## Население
По результатам официальной переписи населения 2014 года в Пертули проживало 142 человека (70 мужчин и 72 женщины). В национальной структуре населения грузины составляли 100 %.
| Год  | Население, человек |
| ---- | ------------------ |
| 2002 | 53                 |
| 2014 | ↗ 142              |